# Known Space
Known Space är det fiktiva universum där många av science fictionförfattaren Larry Nivens böcker utspelar sig. Det täcker på ett ungefär området inom 60 ljusårs avstånd från jorden.
I Known Space förekommer flera olika arter av varelser, bland andra Kzinti – ett stort kattliknande krigiskt djur som utkämpar flera krig med mänskligheten samt Pierson's Puppeteers – en tekniskt avancerad art med tre ben och två huvuden.